# Jesper Grønkjær
Jesper Grønkjær [ˈjɛspɐ ˈɡʁɶnkjæɐ̯ˀ] (* 12. August 1977 in Nuuk, Grönland) ist ein ehemaliger dänischer Fußballspieler.

## Vereinskarriere
Grønkjær spielte in Dänemark bei Aalborg BK. Von 1998 bis 2000 spielte er in der niederländischen Ehrendivision bei Ajax Amsterdam. Im Jahre 2000 wechselte er in die Premier League zum FC Chelsea, 2004 zum Ligarivalen Birmingham City und von dort zu Atlético Madrid in die spanische Primera División. In der Saison 2005/06 spielte Grønkjær beim VfB Stuttgart in der 1. Bundesliga. Seinen bis 2008 laufenden Vertrag beendete er nach einem Jahr vorzeitig und spielte zuletzt beim FC Kopenhagen.
Am 26. Mai 2011 beendete er seine Karriere als Profi-Fußballspieler.

## Nationalmannschaft
Mit der dänischen Fußballnationalmannschaft nahm er an der Fußball-Europameisterschaft 2000 in den Niederlanden und Belgien teil, bei der man nach der Gruppenphase ausschied. Zwei Jahre später war er auch bei der Fußball-Weltmeisterschaft 2002 in Südkorea und Japan dabei, bei der man in der Gruppe den ersten Platz vor Senegal, Uruguay und Frankreich belegte und das Achtelfinale erreichte. Auch an der Fußball-Europameisterschaft 2004 in Portugal nahm er mit der dänischen Auswahl teil und erreichte das Viertelfinale.
Sechs Jahre später nahm er mit Dänemark an der Fußball-Weltmeisterschaft 2010 in Südafrika teil, bei der man nach der Vorrunde ausschied. Nach dem Ausscheiden erklärte er seinen Rücktritt aus der Nationalmannschaft.
Er bestritt seit seinem Debüt am 27. März 1999 bei der 1:2-Niederlage gegen Italien 80 Länderspiele, in denen ihm fünf Tore gelangen.